# Чернечки (Псковская область)
Чернечки — деревня в Гдовском районе Псковской области России. Входит в состав Полновской волости Гдовского района.
Расположена в 1,5 км к востоку от волостного центра села Ямм, на левом берегу реки Желчи и северном берегу озера Женское

## Население
Численность населения деревни на 2000 год составляла 8 человек, на 2002 год — 8 человек.